# علي باشا البندرلي
علي باشا البندرلي (بالتركية: Benderli Ali Paşa)‏ كان الصدر الأعظم للدولة العثمانية في الفترة ما بين 21 أبريل 1821 حتى 30 أبريل 1821. تُوفي في 1821 بإيالة قبرص.